# Мавры (современный народ)
Мавританцы — один из арабских народов, основное население Исламской Республики Мавритания.
Общая численность на 2010 г. оценивалась в более 3 млн человек. На конец 1990-х годов их численность оценивалась в 2,46 млн человек.

Карта Мавритании

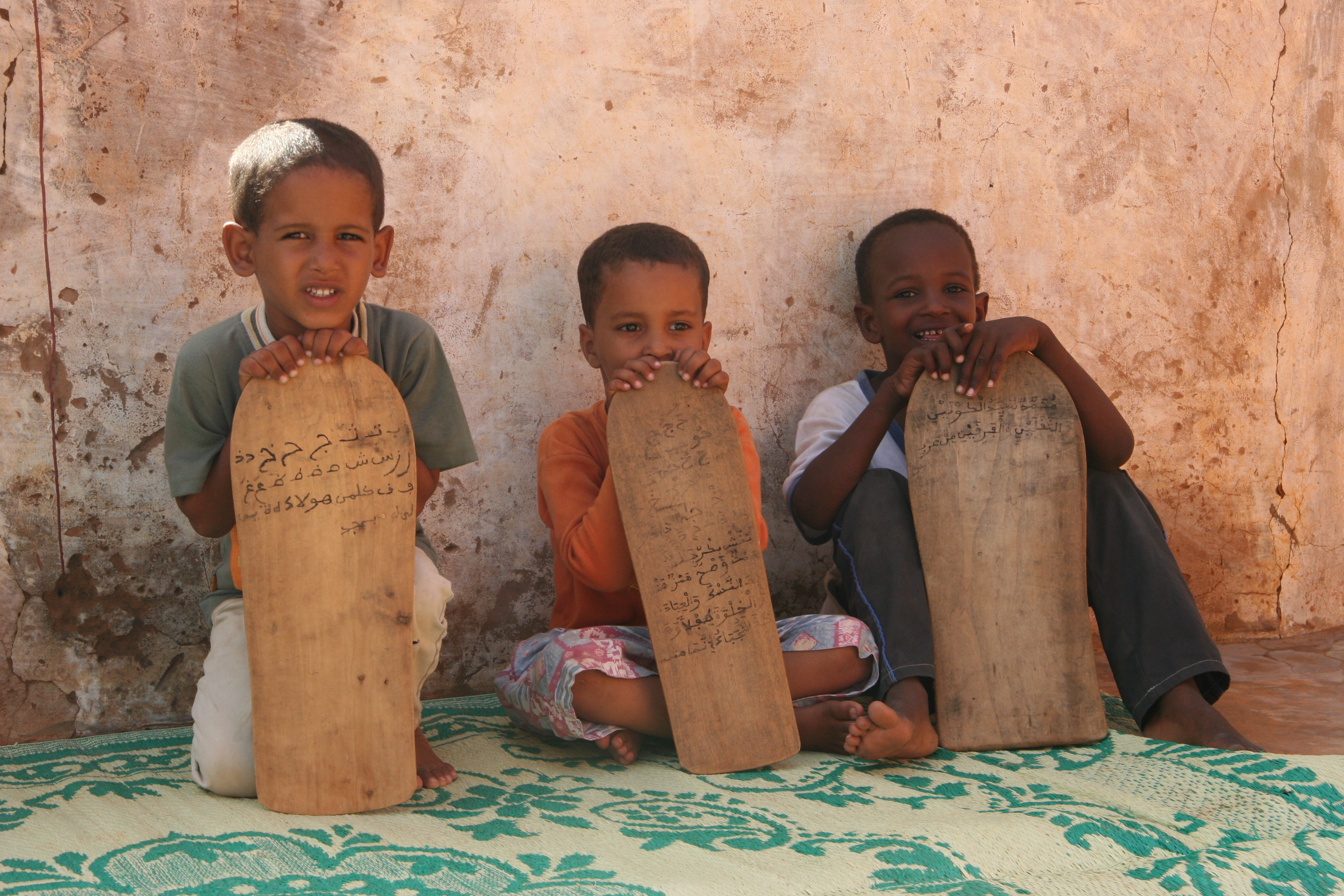
Мавританские школьники

## Языки
Население говорит на мавританском поддиалекте магрибинского диалекта арабского языка, также распространённым языком является французский.

## Расселение
Расселение Мавров по странам (1988):
- Мавритания — 1,75 млн.
- Западная Сахара — 240 тыс.
- Мали — 160 тыс.
- Нигер — 155 тыс.
- Сенегал — 120 тыс.
- Марокко — 30 тыс.

## Религия
По вероисповеданию мавританцы — мусульмане-сунниты: ислам в Мавритании является официальной государственной религией. Абсолютное же меньшинство мавританцев до сих пор придерживается старых традиционных африканских верований: анимализм, фетишизм, культ предков, сил природы и др. Существуют также немногочисленные общины христиан, большинство которых составляют католики.
Население Мавритании принято делить на 2 группы:
1) Принято считать, что первая группа проживает на юге страны, по реке Сенегал. Там живут оседлые земледельческие народы, которые приблизительно составляют 1/5 населения. Наибольшая плотность населения распространяется на правобережной территории Сенегала.
2) Остальное население, сосредоточенное на довольно обширных территориальных пространствах пустынь и полупустынь, это скотоводы-кочевники. по этническим критериям их относят к маврам (смешение арабов и берберов) и туарегам.

## Политическое устройство
Стремление и ориентация арабизированных мавров в осуществлении политики, схожей с политической жизнью арабских стран, таких как, например, Марокко приводят к столкновению с чёрным населением южных областей Мавритании, которые в свою очередь желают ориентироваться на страны Западной Африки. Высшим законодательным органом является двухпалатный парламент, который состоит из нижней палаты, то есть Национального собрания, в котором депутаты должны переизбираться каждые пять лет, а также из верхней палаты, Сената, члены которого избираются на 6 лет. В Мавритании должность премьер-министра назначается президентом.
Если рассматривать административно-территориальную ситуацию в стране, то нужно сказать, что Мавритания поделена на 12 областей: Ход-эш-Шарки, Ход-эль-Гарби, Асаба, Горголь, Бракна, Трарза, Адрар, Дахлет-Нуадибу, Тагант, Гидимака, Тирис-Земмур, Иншири — и столичный округ Нуакшот.

## История
Предками мавританцев считаются берберские племена гетулов и санхаджи, которые мигрировали на территорию северо-западной Африки в середине I тысячелетия и затем впоследствии захватившее все местное население. В XI же веке лидеры санхаджийского племени, приняв ислам, возглавили религиозное маликитское движение и создали великое Альморавидское государство, границы которого простирались на севере до Испании и на юге до реки Сенегал. Процесс исламизации и арабизации региона получил новую силу в XIV-XV веках, когда на территорию Мавритании проникли мигранты из Аравийского полуострова, арабы макиль. Далее в XVII веке в течение долгого времени шла ужесточенная борьба между местными и мигрировавшими населениями, в результате которой часть берберов ушла за реку Сенегал. Таким образом, теперь господствующее положение заняли арабы. В это время формируется высший слой традиционного мавританского общества, которыми являлись арабы-хасаны.
Следующую ступень социума составляли марабуты, потомки берберов, сумевшие сохранить независимое положение. Марабутами являлись преподаватели, законоведы, различные религиозные деятели и торговцы. Для детей-марабутов образование являлось обязательным, и для хасанов считалось почётным выдать дочь за марабута. Самую большую массу населения составляли зенага, которые находились в зависимом положении от хасанов и марабутов. Зенага представляют собой результат смешения древнего берберского народа и негрского населения, продолжающегося и по сей день. Зенага занимаются кочевым скотоводством, а на территориях с относительно высоким уровнем увлажненности, оазисах, занимаются земледелием. Зенага работают также в сфере ремёсел, занимаясь обработкой металла и кожи и украшая каменные кладки, которые распространены на западе Мавритании.

## Население
Мужское население Мавритании носит штаны с буфами, бубу и сандалии.
Женщины заматываются в ткань с головы до ног и, так же как мужчины, носят многочисленные кожаные украшения, амулеты и тяжелые браслеты на ногах.